# Baía de Lamon

A baía de Lamon é uma baía na parte sul da ilha Luzon, na República das Filipinas. A cidade de Calauag fica nas suas margens.